# 凯莱布·沙夫
凯莱布·沙夫（英語：Caleb Asa Scharf，1968年—）是一位英国出生的美国天文学家，哥伦比亚大学天体生物学系主任，主要作品有《如果宇宙可以伸缩：1027到10-35米全尺度下的63个宇宙》（The Zoomable Universe: An Epic Tour Through Cosmic Scale, from Almost Everything to Nearly Nothing）、《如果，哥白尼错了：著名天体生物学家带你寻找人类在宇宙中的未来和意义》（The Copernicus Complex: Our Cosmic Significance in a Universe of Planets and Probabilities）等。